# Anselmo Eyegue
Anselmo Eyegue Nfono (Malabo, 5 settembre 1990) è un calciatore equatoguineano, attaccante dell'Alt Empordà.

## Carriera

### Club
Ha giocato tra la terza e la settima divisione spagnola.

### Nazionale
Tra il 2008 e il 2010 ha giocato 4 partite con la nazionale equatoguineana, realizzandovi anche una rete.

## Statistiche

### Presenze e reti nei club
Statistiche aggiornate al 17 novembre 2021.
| Stagione        | Squadra         | Campionato      | Campionato | Campionato | Coppe nazionali | Coppe nazionali | Coppe nazionali | Coppe continentali | Coppe continentali | Coppe continentali | Altre coppe | Altre coppe | Altre coppe | Totale | Totale |
| Stagione        | Squadra         | Comp            | Pres       | Reti       | Comp            | Pres            | Reti            | Comp               | Pres               | Reti               | Comp        | Pres        | Reti        | Pres   | Reti   |
| --------------- | --------------- | --------------- | ---------- | ---------- | --------------- | --------------- | --------------- | ------------------ | ------------------ | ------------------ | ----------- | ----------- | ----------- | ------ | ------ |
| 2008-2009       | Barcellona B    | SDB             | 21         | 6          |                 | -               | -               |                    | -                  | -                  |             | -           | -           | 21     | 6      |
| ago.-dic. 2009  | Alcoyano        | SDB             | 3          | 0          |                 | -               | -               |                    | -                  | -                  |             | -           | -           | 3      | 0      |
| gen.-giu. 2010  | Getafe B        | TD              | 11         | 5          |                 | -               | -               |                    | -                  | -                  |             | -           | -           | 11     | 5      |
| ago.-dic. 2010  | Pulpileño       | TD              | 10         | 1          |                 | -               | -               |                    | -                  | -                  |             | -           | -           | 10     | 1      |
| 2012-2013       | Gramenet        | TD              | 25         | 2          |                 | -               | -               |                    | -                  | -                  |             | -           | -           | 25     | 2      |
| 2013-2014       | La Jonquera     | 5D              | 21         | 8          |                 | -               | -               |                    | -                  | -                  |             | -           | -           | 21     | 8      |
| ago.-dic. 2014  | Vilassar Mar    | TD              | 14         | 0          |                 | -               | -               |                    | -                  | -                  |             | -           | -           | 14     | 0      |
| 2015-2016       | Lloreda         | 6D              | 14         | 2          |                 | -               | -               |                    | -                  | -                  |             | -           | -           | 14     | 2      |
| 2018-2019       | Navata          | 7D              | 10         | 9          |                 | -               | -               |                    | -                  | -                  |             | -           | -           | 10     | 9      |
| 2019-2020       | Navata          | 7D              | 10         | 6          |                 | -               | -               |                    | -                  | -                  |             | -           | -           | 10     | 6      |
| Totale Navata   | Totale Navata   | Totale Navata   | 20         | 15         |                 | -               | -               |                    | -                  | -                  |             | -           | -           | 20     | 15     |
| Totale carriera | Totale carriera | Totale carriera | 139        | 39         |                 | -               | -               |                    | -                  | -                  |             | -           | -           | 139    | 39     |

### Cronologia presenze e reti in nazionale
| Cronologia completa delle presenze e delle reti in nazionale ― Guinea Equatoriale | Cronologia completa delle presenze e delle reti in nazionale ― Guinea Equatoriale | Cronologia completa delle presenze e delle reti in nazionale ― Guinea Equatoriale | Cronologia completa delle presenze e delle reti in nazionale ― Guinea Equatoriale | Cronologia completa delle presenze e delle reti in nazionale ― Guinea Equatoriale | Cronologia completa delle presenze e delle reti in nazionale ― Guinea Equatoriale | Cronologia completa delle presenze e delle reti in nazionale ― Guinea Equatoriale | Cronologia completa delle presenze e delle reti in nazionale ― Guinea Equatoriale |
| Data                                                                              | Città                                                                             | In casa                                                                           | Risultato                                                                         | Ospiti                                                                            | Competizione                                                                      | Reti                                                                              | Note                                                                              |
| --------------------------------------------------------------------------------- | --------------------------------------------------------------------------------- | --------------------------------------------------------------------------------- | --------------------------------------------------------------------------------- | --------------------------------------------------------------------------------- | --------------------------------------------------------------------------------- | --------------------------------------------------------------------------------- | --------------------------------------------------------------------------------- |
| 15-6-2008                                                                         | Malabo                                                                            | Guinea Equatoriale                                                                | 0 – 1                                                                             | Nigeria                                                                           | Qual. Mondiali 2010                                                               | -                                                                                 | 73’                                                                               |
| 11-10-2008                                                                        | Malabo                                                                            | Guinea Equatoriale                                                                | 0 – 1                                                                             | Sudafrica                                                                         | Qual. Mondiali 2010                                                               | -                                                                                 |                                                                                   |
| 28-3-2009                                                                         | Espargos                                                                          | Capo Verde                                                                        | 5 – 0                                                                             | Guinea Equatoriale                                                                | Amichevole                                                                        | -                                                                                 |                                                                                   |
| 11-8-2010                                                                         | Rabat                                                                             | Marocco                                                                           | 2 – 1                                                                             | Guinea Equatoriale                                                                | Amichevole                                                                        | 1                                                                                 |                                                                                   |
| Totale                                                                            |                                                                                   | Presenze                                                                          | 4                                                                                 |                                                                                   | Reti                                                                              | 1                                                                                 |                                                                                   |